# Praia da Maré
A Praia da Maré é uma zona balnear portuguesa localizada no município das Lajes do Pico, ilha do Pico, Açores.
Esta praia praticamente ainda no seu estado natural e que é também conhecida pelo nome de Lagoa localiza-se na costa sul da ilha do Pico. Dá forma a uma zona balnear que apesar de dispor de poucos equipamentos de apoio, tem chuveiros e parque de estacionamento. As águas desta praia apresentam-se tranquilas durante a época estival dados os abrigos naturais.